# Semaeopus trygodata
Semaeopus trygodata là một loài bướm đêm trong họ Geometridae.